# Robert Gustafsson
Carl Robert Olof Gustafsson (Katrineholm, 20 dicembre 1964) è un attore, comico e sceneggiatore svedese, vincitore del premio Guldbagge come miglior attore nel 2005.

## Biografia
Famiglia proletaria, ha avuto un fratello maggiore di tre anni, morto nel 2004 per un difetto cardiaco. Nel 1970 la famiglia si trasferisce a Skövde, dove il giovane Gustafsson decide di diventare un ciclista professionista, abbandonando l'idea per dedicarsi alla recitazione. Comico naturale e imitatore, nel 1980 intraprende la carriera artistica, prima in televisione e poi, dopo avere frequentato un'accademia sul finire del decennio, teatrale. Nel 1991 debutta in una pellicola cinematografica.

## Filmografia parziale
- Fyra nyanser av brunt, regia di Tomas Alfredson (2004)
- Il centenario che saltò dalla finestra e scomparve (Hundraåringen som klev ut genom fönstret och försvann), regia di Felix Herngren (2013)
- L'uomo di 101 anni che non pagò il conto e scomparve (Hundraettåringen som smet från notan och försvann), regia di Felix Herngren (2016)
- Jönssonligan kommer tillbaka, regia di Eddie Åhgren (2024)

## Doppiatori italiani
Nelle versioni in italiano dei suoi film, Jonas Karlsson è stato doppiato da:
- Massimo Lopez in Il centenario che saltò dalla finestra e scomparve

## Premi e riconoscimenti
Guldbagge
- 2005 - Miglior attore - Fyra nyanser av brunt
- 2005 - Candidatura a migliore sceneggiatura - Fyra nyanser av brunt
- 2014 - Candidatura a miglior attore - Il centenario che saltò dalla finestra e scomparve
- 2025 - Candidatura a miglior attore - Jönssonligan kommer tillbaka